# 谷藤博美
谷藤 博美（たにふじ ひろみ、1988年11月12日 - ）は、北海道放送（HBC）と富山テレビ（BBT）の元アナウンサー。
北海道小樽市朝里生まれ。朝里小学校、朝里中学校、北海道小樽潮陵高等学校、立命館大学産業社会学部卒業。

## 人物
- 小学校、中学校では『サンデースタジアムDOing』で共演していた八幡淳の14年後輩に当たる[1]。
- アニメ、漫画、アニソンなどサブカルチャーが好きで、コスプレの趣味がある[2]。
- ディズニーランドが好きでこれまでに100回以上訪れている。
- 『VALORANT』の公募オーディションに合格し、国内初の女性公式キャスターとして実況デビューを果たした。

## 略歴
大学時代は立命館大学放送局で活動し、大学卒業後の2012年4月に富山テレビ入社。2017年2月退社。
2017年3月、世永聖奈（元さくらんぼテレビ）、森結有花（元石川テレビ）と共にHBCに移籍入社。
2020年10月よりアナウンス部を離れ、報道記者へ異動。
2022年にHBCを退職。同年8月、VALORANT CHAMPIONS TOUR GAME CHANGERS JAPAN（VALORANT女性大会）の実況キャスターを担当。

## 過去の出演番組
テレビ
- 今日ドキッ!（2017年3月27日 - 2018年3月22日）
- ガッチャンコHBC （2017年3月24日- 不定期）
- HBCニュース
- サンデーDOkiっと! （2018年4月15日- 不定期）

ラジオ
- HBCニュース
- サンデースタジアム DOing （2018年4月8日 - ） 2017年12月17日、2018年2月18日に代打出演している。